# Aleksandar Tirnanić
Aleksandar "Tirke" Tirnanić (Александар Тирнанић Тирке; 15 iulie 1910, Krnjevo - 13 decembrie 1992, Belgrad) a fost fotbalist și antrenor de fotbal iugoslav. El a antrenat echipa națională de fotbal a Iugoslaviei între 1953 și 1960.